# Communauté d'agglomération Rochefort Océan
Pour les articles homonymes, voir CARO.
La communauté d'agglomération Rochefort Océan est une communauté d'agglomération française, située dans le département de la Charente-Maritime, région Nouvelle-Aquitaine, qui a été créée le 1er janvier 2014. Elle est issue de la fusion entre la communauté d'agglomération du pays rochefortais et la communauté de communes du Sud Charente, moins la commune d'Yves qui a quitté la CA du pays rochefortais pour rejoindre la communauté d'agglomération de La Rochelle.

## Historique
Le pays Rochefortais a été créé le 24 décembre 1997 et le conseil de développement associé en octobre 2002.
Elle est créée le 1er janvier 2014.

## Territoire communautaire

### Géographie physique
Située à l'ouest  du département de la Charente-Maritime, la communauté d'agglomération Rochefort Océan regroupe 25 communes et présente une superficie de 421,4 km2.

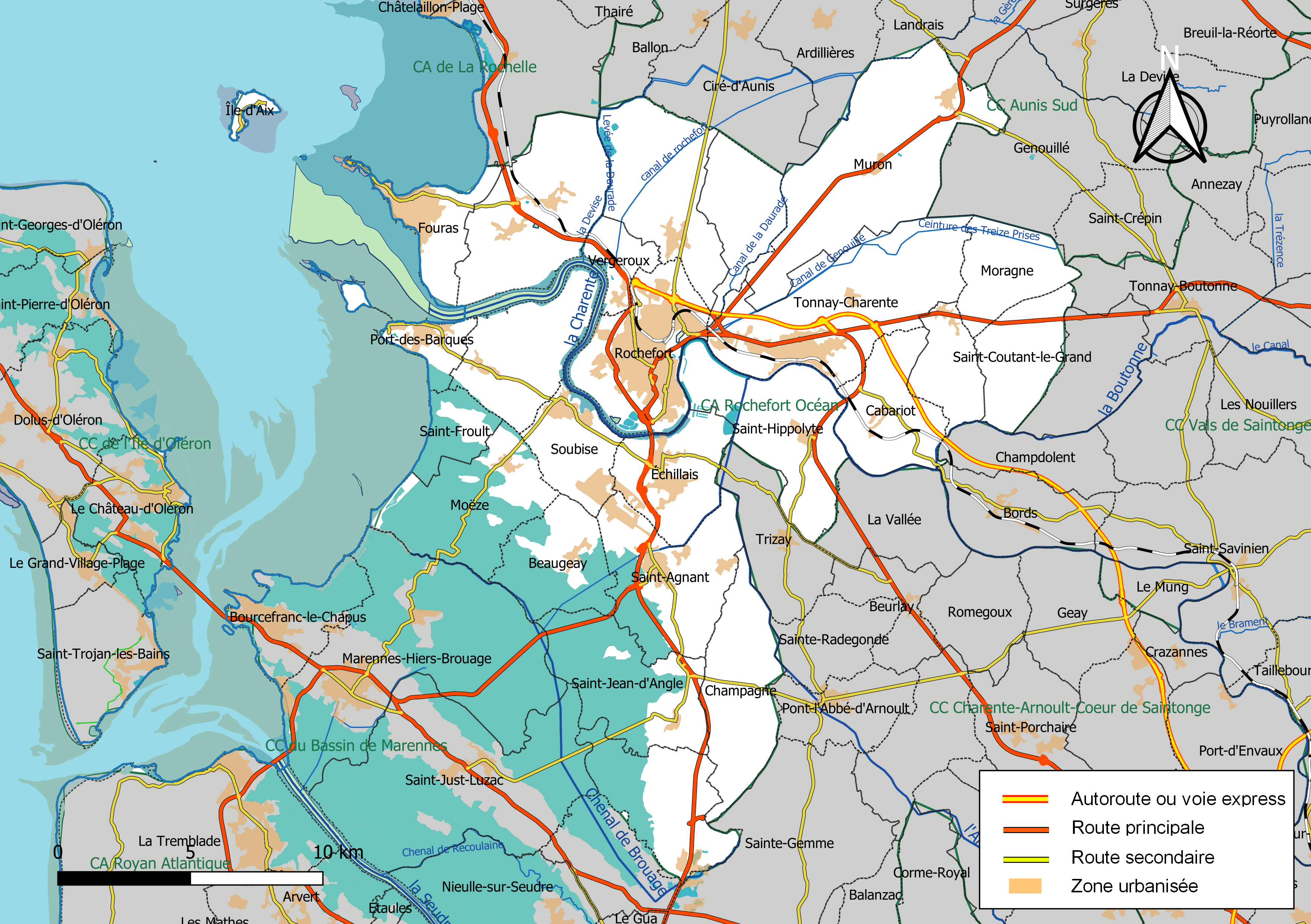
Carte de la communauté d'agglomération Rochefort Océan au 1er janvier 2019.

### Composition

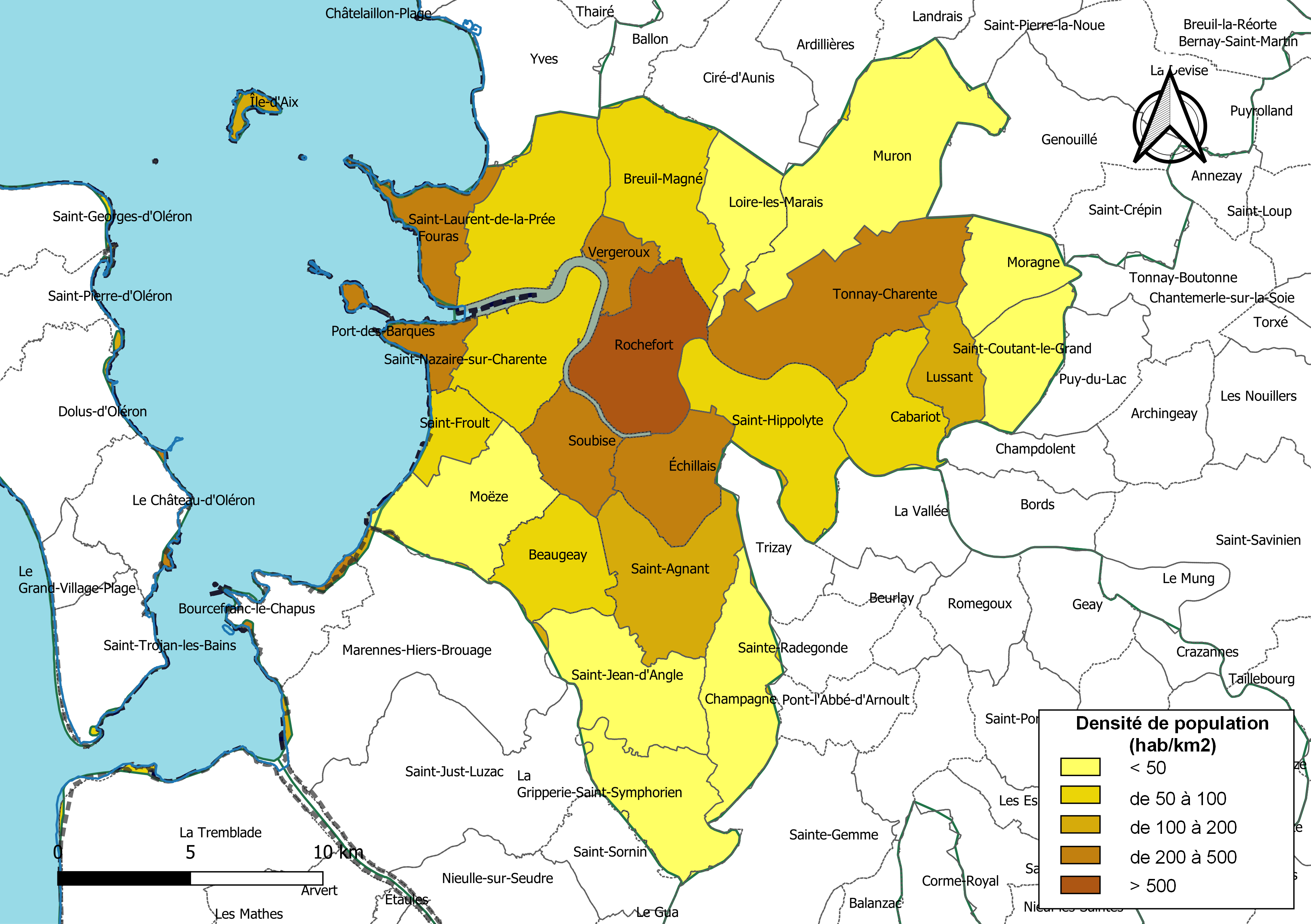
Carte des densités de population (millésimée 2016) des communes de la communauté d'agglomération Rochefort Océan. Composition en communes au 1er janvier 2019.

La communauté d'agglomération est composée des 25 communes suivantes :

| Nom                           | Code Insee | Gentilé          | Superficie (km2) | Population (dernière pop. légale) | Densité (hab./km2) |
| ----------------------------- | ---------- | ---------------- | ---------------- | --------------------------------- | ------------------ |
| Rochefort (siège)             | 17299      | Rochefortais     | 21,95            | 23 188 (2022)                     | 1 056              |
| Beaugeay                      | 17036      | Beaugeatins      | 14,51            | 785 (2022)                        | 54                 |
| Breuil-Magné                  | 17065      | Breuillais       | 22,25            | 1 891 (2022)                      | 85                 |
| Cabariot                      | 17075      | Cabariotais      | 15,12            | 1 470 (2022)                      | 97                 |
| Champagne                     | 17083      | Champagnais      | 19,53            | 637 (2022)                        | 33                 |
| Échillais                     | 17146      | Échillaisiens    | 14,72            | 3 701 (2022)                      | 251                |
| Fouras                        | 17168      | Fourasins        | 9,51             | 4 124 (2022)                      | 434                |
| La Gripperie-Saint-Symphorien | 17184      | Griphoriens      | 18,16            | 598 (2022)                        | 33                 |
| Île-d'Aix                     | 17004      | Aixois           | 1,19             | 196 (2022)                        | 165                |
| Loire-les-Marais              | 17205      | Loirains         | 12,46            | 382 (2022)                        | 31                 |
| Lussant                       | 17216      | Lussantais       | 8,79             | 1 013 (2022)                      | 115                |
| Moëze                         | 17237      | Moëziens         | 21,17            | 592 (2022)                        | 28                 |
| Moragne                       | 17246      | Moragnais        | 12,03            | 538 (2022)                        | 45                 |
| Muron                         | 17253      | Muronais         | 39,06            | 1 357 (2022)                      | 35                 |
| Port-des-Barques              | 17484      | Portbarquais     | 5,66             | 1 754 (2022)                      | 310                |
| Saint-Agnant                  | 17308      | Saint-Agnantais  | 22,49            | 2 774 (2022)                      | 123                |
| Saint-Coutant-le-Grand        | 17320      | Saint-Coutantais | 12,8             | 416 (2022)                        | 32                 |
| Saint-Froult                  | 17329      | Saint-Froinlts   | 6,39             | 390 (2022)                        | 61                 |
| Saint-Hippolyte               | 17346      | Hippolytains     | 23,28            | 1 485 (2022)                      | 64                 |
| Saint-Jean-d'Angle            | 17348      | Anglois          | 21,61            | 698 (2022)                        | 32                 |
| Saint-Laurent-de-la-Prée      | 17353      | Saint-Laurentais | 27,51            | 2 285 (2022)                      | 83                 |
| Saint-Nazaire-sur-Charente    | 17375      | Saint-Nazairiens | 20,31            | 1 214 (2022)                      | 60                 |
| Soubise                       | 17429      | Soubisiens       | 10,93            | 3 935 (2022)                      | 360                |
| Tonnay-Charente               | 17449      | Tonnacquois      | 34,39            | 8 248 (2022)                      | 240                |
| Vergeroux                     | 17463      | Vergeroussois    | 5,53             | 1 285 (2022)                      | 232                |

### Démographie
| 1968   | 1975   | 1982   | 1990   | 1999   | 2006   | 2011   | 2016   | 2022   |
| ------ | ------ | ------ | ------ | ------ | ------ | ------ | ------ | ------ |
| 52 555 | 52 445 | 53 197 | 54 301 | 55 993 | 60 694 | 63 167 | 63 288 | 64 956 |

## Administration

### Siège
Le siège de la communauté d'agglomération est situé à Rochefort.

### Les élus
Le conseil communautaire de la communauté d'agglomération se compose de 58 conseillers, représentant chacune des communes membres et élus pour une durée de six ans.
Ils sont répartis comme suit :
| Nombre de conseillers | Communes              |
| --------------------- | --------------------- |
| 22                    | Rochefort             |
| 7                     | Tonnay-Charente       |
| 3                     | Échillais, Fouras     |
| 2                     | Saint-Agnant, Soubise |
| 1 (+1 suppléant)      | les autres communes   |

### Présidence
Hervé Blanché, maire de Rochefort, est le président de la communauté d'agglomération depuis avril 2014.
| Période | Période  | Identité        | Étiquette | Qualité            |
| ------- | -------- | --------------- | --------- | ------------------ |
| 2014    | 2014     | Bernard Grasset | PS        | Maire de Rochefort |
| 2014    | En cours | Hervé Blanché   | UMP-LR    | Maire de Rochefort |

### Régime fiscal et budget
Le régime fiscal de la communauté d'agglomération est la fiscalité professionnelle unique (FPU).